# Cyprinodon inmemoriam
Cyprinodon inmemoriam foi uma espécie de peixe da família Cyprinodontidae.
Foi endémica da México.